# Soyauxia gabonensis
Soyauxia gabonensis är en tvåhjärtbladig växtart som beskrevs av Oliver. Soyauxia gabonensis ingår i släktet Soyauxia och familjen Peridiscaceae. Inga underarter finns listade i Catalogue of Life.